# Maestrazgo y Sierra de Gúdar
Maestrazgo y Sierra de Gúdar este o arie protejată (arie specială de conservare — SAC, sit de importanță comunitară — SCI) din Spania întinsă pe o suprafață de 81.048,48 ha, integral pe uscat.

## Localizare
Centrul sitului Maestrazgo y Sierra de Gúdar este situat la coordonatele 40°23′04″N 0°34′04″W / 40.3844°N 0.567664°V.

## Înființare
Situl Maestrazgo y Sierra de Gúdar a fost declarat sit de importanță comunitară în iulie 2000 pentru a proteja 1 specie de plante și 13 specii de animale. Situl a fost protejat și ca arie specială de conservare în februarie 2021.

## Biodiversitate
Situată în ecoregiunea mediteraneană, aria protejată conține 18 habitate naturale: Pante stâncoase calcaroase cu vegetație casmofită, Pajiști alpine și boreale, Galerii de Salix alba și de Populus alba, Mlaștini alcaline, Pseudostepă cu ierburi și specii anuale de Thero-Brachypodietea, Pajiști uscate seminaturale și facies de acoperire cu tufișuri pe substraturi calcaroase (Festuco-Brometalia) (* situri importante pentru orhidee), Pajiști umede mediteraneene cu ierburi înalte de Molinio-Holoschoenion, Păduri endemice cu Juniperus spp., Păduri montane și subalpine de Pinus uncinata (* dezvoltate pe substrat gipsos sau calcaros), Grohotișuri termofile și vest-mediteraneene, Pajiști oro-iberice cu Festuca indigesta, Pajiști alpine și subalpine calcaroase, Matorral arborescenți cu Juniperus spp., Lande oro-mediteraneene cu formațiuni endemice de grozamă, Păduri iberice de Quercus faginea și Quercus canariensis, Păduri de Quercus ilex și Quercus rotundifolia, Formațiuni stabile xerotermofile de Buxus sempervirens pe pante stâncoase (Berberidion p.p.), Păduri de pin (sub-) mediteraneene cu pini negri endemici.
La baza desemnării sitului se află mai multe specii protejate:
- plante (1): Apium repens
- mamifere (5): vidră de râu (Lutra lutra), liliac cu aripi lungi (Miniopterus schreibersii), liliac comun (Myotis myotis), liliacul mare cu potcoavă (Rhinolophus ferrumequinum), liliacul mic cu potcoavă (Rhinolophus hipposideros)
- nevertebrate (5): Austropotamobius pallipes, croitorul mare al stejarului (Cerambyx cerdo), fluturele auriu (Euphydryas aurinia), Graellsia isabellae, rădașcă (Lucanus cervus)
- pești (3): Achondrostoma arcasii, Cobitis paludica, Parachondrostoma miegii

Pe lângă speciile protejate, pe teritoriul sitului au mai fost identificate 13 specii de plante, 31 de specii de păsări, 5 specii de amfibieni, 4 specii de mamifere, 1 specie de nevertebrate, 2 specii de pești, 3 specii de reptile.